# Bertuccio Valier
Bertuccio Valier (Venezia, 1º luglio 1596 – Venezia, 29 marzo 1658) è stato un politico e diplomatico italiano, 102º doge della Repubblica di Venezia dal 1656 fino alla sua morte.

## Biografia
Era figlio unico di Silvestro di Bertuccio Valier (ramo di San Geremia) e di Bianca di Alvise Priuli. Morti prematuramente il padre e gli zii, in giovanissima età si ritrovò a capo della famiglia e divenne titolare di un ricchissimo patrimonio, comprendente il palazzo di San Giobbe (acquistato dai Valier nel 1572) e una magnifica villa sul Brenta.
Nel 1616 sposò Benedetta di Vincenzo Pisani (ramo di Santa Maria Zobenigo soprannominato "dei Garzoni"). Gli diede tre figli: Massimo, spirato in giovane età a Roma, Bianca, sposata ad Alvise Mocenigo e anch'ella premorta al padre, e Silvestro, che sarà a sua volta doge nel 1694.
Fu educato in casa, acquisendo una vasta cultura che, negli anni, gli permise di accedere a diverse istituzioni accademiche. Dotato altresì di un'intelligenza non comune, accompagnata da un'indole prudente e da una notevole eloquenza, percorse una lunga e brillante carriera che iniziò nel 1621 quando fu nominato savio agli Ordini e, poco dopo, camerlengo di Comun.
Nel 1624 fu eletto capitano di Bergamo, dove lavorò alla sicurezza e all'ordine pubblico e mise in piedi una rete di spionaggio nel Ducato di Milano che finanziò in parte con i propri soldi. Tornato a Venezia, divenne savio di Terraferma e sedette in Collegio per altre otto volte tra il 1625 e il 1633. Nel 1626 entrò nella Zonta del Senato ed ebbe la carica di provveditore alle Artiglierie. L'anno successivo, quale savio di Terraferma, si recò a Padova per mettere mano alla cavalleria di corazze. Analogamente, nel 1629 fu commissario in campo impegnato nella revisione delle milizie.
Nel 1633 fu inviato a Milano dove incontrò il cardinale Ferdinando d'Asburgo, fratello di re Filippo IV di Spagna, per confermare le intenzioni amichevoli della Serenissima verso la Casa d'Austria. La buona riuscita della missione accrebbe ulteriormente la stima che godeva presso il governo e proseguì rapidamente la propria carriera: nominato membro del Consiglio dei dieci (1633), fu per quattro volte consigliere ducale (tra il 1633 e il 1642), per dieci volte senatore ordinario e per nove volte Cassiere del Collegio e savio del Consiglio (dal 1636). A queste nomine alternò i mandati presso le magistrature finanziarie e giudiziarie: savio alla Mercanzia per più volte dal 1628, tra il 1639 e il 1655 fu anche savio all'Eresia, esecutore alla Bestemmia, provveditore sopra Monasteri e alla Sanità e riformatore dello Studio di Padova. Dal 1652 al 1654 fu deputato sopra la fabbrica della Salute. Nel giugno del 1636, inoltre, fu provveditore generale a Palmanova e nel 1641 commissario sopra i confini del Friuli.
Nel 1643, all'inizio della guerra di Castro, fu nominato provveditore e inviato in Toscana con compiti diplomatico-militari. Nel 1645 prese parte a un'altra delegazione (con Pietro Foscarini, Giovanni Nani, Alvise Mocenigo e Angelo Contarini) per rendere omaggio al neoeletto papa Innocenzo X (ma anche per verificarne orientamenti e propositi). La missione si concluse con un'orazione in latino che il Valier lesse davanti al pontefice, che gli concesse il titolo di cavaliere.
Nel 1646 fu nominato podestà di Brescia. Nel 1655 prese parte a una nuova ambasceria a Roma per l'elezione di papa Alessandro VII (assieme a Alvise Contarini, Nicolò Sagredo e Giovanni Pesaro, tutti futuri dogi). Durante la missione venne sollecitato l'aiuto del pontefice nella lotta contro i Turchi, essendo in corso la guerra di Candia. Il pontefice rispose che avrebbe fatto il possibile per convincere i sovrani europei all'intervento, ma si mostrò scettico essendo questi troppo assorbiti dalle guerre che li opponevano fra loro. Suggerì ai veneziani di far cassa sopprimendo qualche convento, anche se non nascose il suo interesse per il ritorno dei gesuiti in città. Gli ambasciatori glissarono sulla questione, che fu anzi tralasciata nella relazione finale. Due anni dopo fu proprio Giovanni Pesaro uno degli artefici del rientro dei gesuiti che il Valier, divenuto doge, accolse freddamente.

### Dogato

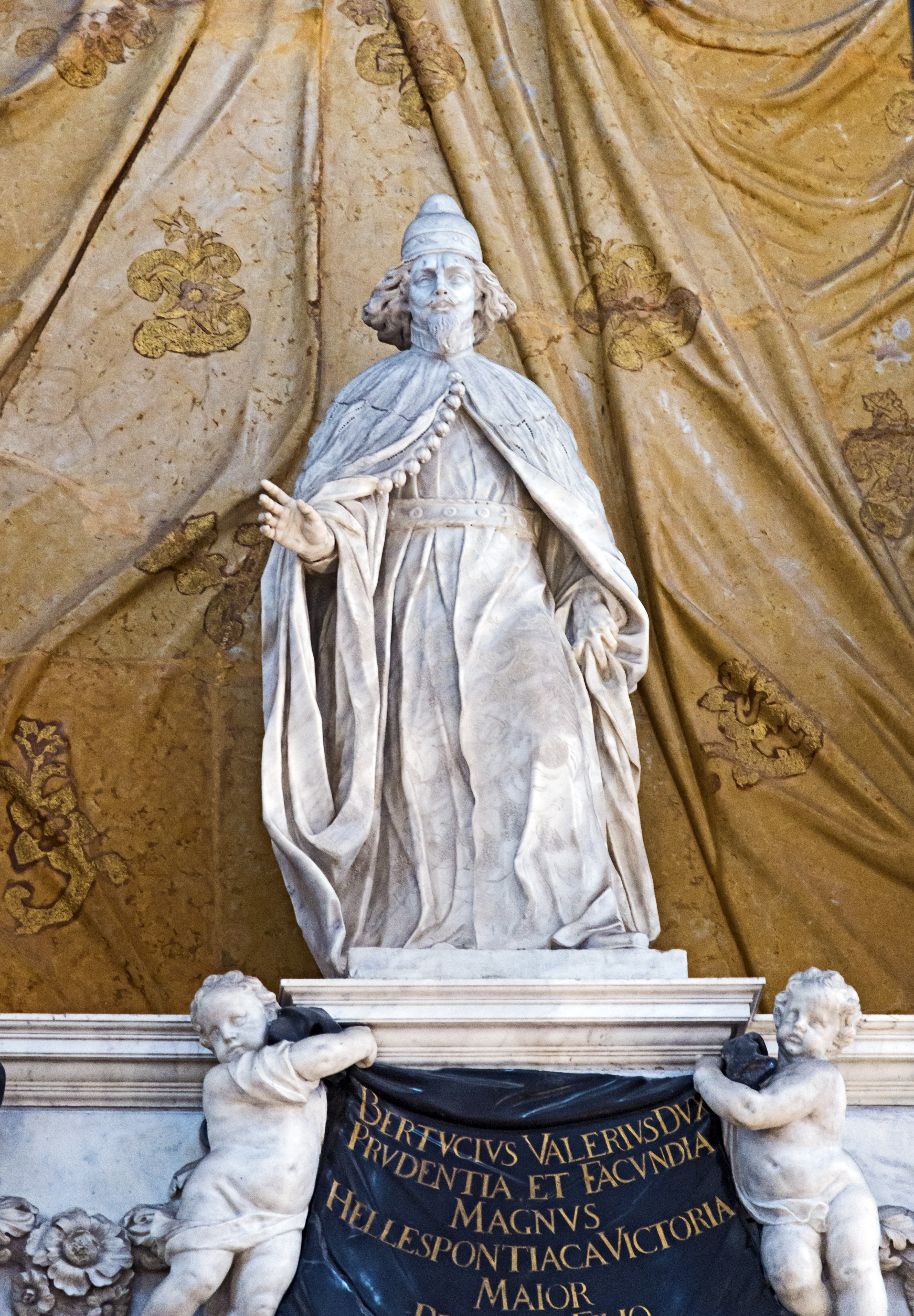
Particolare del mausoleo Valier con la statua del doge Bertuccio

Dopo due tentativi andati a vuoto, il 15 giugno 1656 il Valier fu eletto doge con un solo scrutinio, ottenendo tutti i quarantun voti.
Il suo breve dogato fu segnato dal dibattito sulla guerra di Candia, con alcuni senatori disposti a rinunciare all'isola per raggiungere la pace con i Turchi e altri convinti della difesa ad oltranza. Proprio il Valier fu uno dei sostenitori del primo partito ed ebbe un'appassionata discussione con il già citato Pesaro, fautore dell'altra fazione. Alla fine prevalse quest'ultima e il conflitto proseguì.
Ammalatosi ai polmoni il 21 marzo 1658, morì nove giorni dopo. A succedergli, l'8 aprile, fu proprio il Pesaro.
La salma fu inizialmente sepolta nella chiesa di San Giobbe, ma più tardi venne traslata in uno sfarzoso mausoleo nella basilica dei Santi Giovanni e Paolo, progettato da Andrea Tirali, commissionato dal figlio Silvestro e concluso dalla nuora Elisabetta Querini.